# 모치즈키 치요
모치즈키 치요(일본어: 望月 千代) 또는 치요죠(千代女), 또는 치요뇨보(千代女房)는 시나노국 모치즈키성 성주 모치즈키 모리토키의 아내다. 시나노국 시게노우씨의 후예로, 전국시대 시나노무(信濃巫)의 무녀두(巫女頭)로 여겨지는 인물이다.:289
그녀의 이름이 알려지게 된 것은 나카야마 타로의 『일본무녀사』(日本巫女史, 1930년)로, 치요뇨보(千代女房)라는 무녀가 카이와 시나노 양국의 신녀두(神女頭)로 임명되었다는 취지의 기술이 있다. 보다 자세한 이야기가 후쿠다 아키라의 『신도집 설화의 성립』(神道集説話の成立, 1984년)에 게재되어 있다. 나가노현 지사가타군에 있던 네츠촌에 전해오던 문서에, 타케다 신겐이 가와나카지마 전투에서 죽은 조카 모치즈키 모리토키의 후처 치요죠를 카이・시나노 양국의 신자두(神子頭)로 삼았고, 네츠촌으로 이주해온 치요죠가 양국의 무녀들을 지배한 것이 이 마을의 유래라고 쓰여 있다고 한다. 또한 시나노무의 재령(宰領)의 혈통인 시노하라(篠原)가문에는 신겐이 1569년 치요에게 준 주인장(朱印状)도 전해지고 있다는 이야기도 같은 책에 실려 있다.:289